# Walter Nowotny
Walter »Nowi« Nowotny, nemški častnik, vojaški pilot in letalski as, * 7. december 1920, Gmünd, † 8. november 1944, Epe, Nemčija. 
Nowotny je med drugo svetovno vojno dosegel 258 zračnih zmag v več kot 442 bojnih misijah. 255 zmag je dosegel na vzhodni fronti, ostale tri pa na zahodni fronti, ko je z reaktivnim lovcem Me-262 sestrelil 2 ameriška štirimotorna bombnika in enega lovca. Zaslovel je oktobra 1943 kot prvi letalski as v zgodovini vojskovanja, ki je dosegel 250 zračnih zmag.

## Življenjepis
Rodil se je v Čeških Velenicah/Gmündu na češkoslovaško-avstrijski meji.
1. oktobra 1939 je vstopil v Luftwaffe. Svoje letalsko šolanje je končal v peti lovski šoli (Jagdfliegerschule 5) pri Schwechatu blizu Dunaja. 
23. februarja 1941 je pričel svojo bojno kariero kot pripadnik 54. lovskega polka (JG 54). Sprva je bil dodeljen rezervni eskadrilji za dopolnitev (nemško Ergänzungsstaffel), v njej je prve zračne zmage dosegel 19. julija istega leta, ko je nad baltiškim otokom Ösel sestrelil dva sovjetska dvokrilca I-153; njegov Messerschmitt Bf 109 E-7 (registrska oznaka 1137) pa je sestrelil tretji I-153, ki ga je pilotiral bodoči sovjetski letalski as Aleksander Fjodorovič Avdjejev iz sestave 153. lovskega letalskega polka (153. IAP). Po treh dneh in nočeh na odprtem morju, ki jih je preživel na majhen gumijastem splavu je končno dosegel kopno šele potem, ko so ga opazili estonski domačini in mu nudili pomoč ter ga rešili.

### 1942
Svojo deseto zmago je zabeležil 13. septembra 1941. 11. marca 1942 je bil premeščen v tretjo eskadriljo (3. Staffel) istega polka. 20. julija je sestrelil 5 lovcev, 2. avgusta pa 7 (vse skupaj 54 zračnih zmag). 11. avgusta 1942 je sestrelil dva lovca MiG-3, a je bil pri tem njegov Messerschmitt Bf 109 G-2 (št. 10.360) poškodovan in ga je zajel ogenj. Nowotny je kljub vsemu uspel zasilno pristati in se rešiti, pri čemer je utrpel le manjše poškodbe. 
Poročnik Nowotny je tako bil 4. septembra odlikovan z viteškim križcem železnega križca, kot priznanje za 56 zmag. 25. oktobra 1942 je prevzel svoje prvo poveljniško mesto: postal je poveljnik eskadrilje (Staffelkapitän) v prvi eskadrilji  1. Staffel JG 54.

### 1943
Svojo 75. zmago je dosegel 20. marca 1943. Istega meseca, 26. marca, se je srečal s prvimi Spitfiri, ki so jih upravljali sovjetski letalci 26. gardnega lovskega letalskega polka v sestavi Leningrajske zračne obrambe; tega dne je sestrelil enega. Junija tega leta je vse skupaj sestrelil 41 sovražnikov letal (pri čemer je dosegel svojo 100. zmago 15. junija).
10. avgusta 1943 je postal poveljnik (Gruppenkommandeur) prve skupine, I. /JG 54, skupaj je avgusta sestrelil 49 sovjetskih letal, septembra pa 45. 1. septembra 1943 je sestrelil 10 letal, od tega 5 v 12 minutah zjutraj in drugih 5 v 9 minutah popoldne; naslednjega dne je zabeležil še 6 novih zmag.
Za 189 zračnih zmag je 4. septembra 1943 kot 293. prejemnik prejel hrastove liste. 8. septembra je dosegel svojo 200. zmago, ko je sestrelil 5 letal. 14. in 15. septembra pa je dosegel po 6 zračnih zmag. Kot 37. prejemnik je 22. septembra 1943 prejel meče k viteškemu križcu kot priznanje za 218 zmag. V zadnjih desetih dneh na vzhodni fronti (od 5. do 14. oktobra) je sestrelil še nadaljnjih 32 sovjetskih letal; Nowotny je tako postal prvi vojaški pilot v zgodovini, ki je sestrelil 250 sovražnikovih letal. Tako je bil tedaj seveda tudi najuspešnejši letalski as Luftwaffe.
19. oktobra 1943 je prejel diamante k viteškemu križcu (kot 8. pripadnik Wehrmachta). Vojna propaganda ga je naredila za superheroja, zato ga je Luftwaffe odstranila z bojišča. V naslednjih mesecih je opravljal propagandne nastope po različnih vojaških enotah, dokler ni 1. aprila 1944 postal poveljnik (Kommodore) JG 101, operativne letalsko-šolske enote, ki je bila nastanjena v Pauu v Franciji.
Zaradi vse večjih zavezniških zračnih uspehov so septembra 1944 ponovno poklicali v bojno službo; postal je poveljnik enote, poimenovane po njem - Kommando Nowotny, ki je bila opremljena z reaktivnimi lovci Messerschmitt Me 262. Sama enota je sprva izvajala testne polete za potrebe raziskovanja zmožnosti in sposobnosti teh novih letal. Enota je imela dve domači letališči severozahodno od Osnabrücka: Achmer in Hesepe.
Nowotny je postal obremenjen s težavami pri testiranju novih letal; njegova enota se je morala izogibati vse večji prisotnosti zavezniških lovcev, poleg tega pa je bila sama tehnologija še polna raznih napak in ni delovala po načrtih in pričakovanjih; kljub temu, da je sam imel še vedno prepoved letenja v boje je 7. novembra dosegel svojo prvo zračno zmago na novem letalu – sestrelil je en bombnik B-24 liberator.
Naslednji dan, 8. novembra 1944, je odletel na svojo zadnjo misijo: napasti USAAF bombnike, ki so imeli lovsko spremstvo. Natančni podatki o tem zadnjem poletu niso znani, a po do sedaj znanih podatkih naj bi potekal sledeče: Nowotny je napadel in sestrelil enega B-24 (štirimotorni bombnik) ter poškodoval, če ne uničil, lovca P-51. Nato je oznanil, da ima odpoved motorja, nakar pa je zemeljska ekipa lahko razumela le, da je izjavil, da gori. Njegov Me 262 A-1a (št. 110 400) Beli 8 je bil opažen, ko je navpično letal skozi oblake in nato strmoglavil pri Epeju, 2.5 km vzhodno od Hesepeja. Danes splošno velja, da sta ga sestrelila nadporočnik Edward Haydon (357. lovski polk) in stotnik Ernest Fiebelkorn (20. lovski polk, ki sta si delila zmago nad Me 262 ob 12.45 nad Achmerom tistega dne.

## Odlikovanja
- viteški križ železnega križa (56. prejemnik, 4. september 1942; za 56 zračnih zmag)
- viteški križ železnega križa s hrastovimi listi (239. prejemnik, 4. september 1943; za 189 zračnih zmag)
- viteški križ železnega križa s hrastovimi listi in meči (37. prejemnik, 22. september 1943; za 218 zračnih zmag)
- viteški križ železnega križa s hrastovimi listi, meči in diamanti (8. prejemnik, 19. oktober 1943; za 250 zračnih zmag)
- nemški križ v zlatu (21. avgust 1942)
- 1939 železni križec II. reda
- 1939 železni križec I. reda
- Ehrenpokal der Luftwaffe (14. julij 1942)